# 柳州市第一中学

柳州市第一中学（Liuzhou No.1 Middle School），是由柳州市教育局举办的 一所全日制高级中学，是首批自治区示范性普通高级中学、广西普通高中课程改革样本学校、柳州市重点中学。